# کاظم‌خانی سفلی
کاظم خانی سفلی(هاربر)، روستایی از توابع بخش گواور شهرستان گیلان‌غرب در استان کرمانشاه ایران است،روستای هاربر یا همان روستای کاظم خانی سفلی یکی از زیباترین مناطق شهرستان گیلانغرب می باشد.
Harber village

## جمعیت
این روستا در دهستان حیدریه قرار دارد و براساس سرشماری مرکز آمار ایران در سال ۱۳۸۵، جمعیت آن ۲۷۷ نفر (۵۶خانوار) بوده‌است.